# Крокфорд, Берил
Берил Эдвина Митчелл (-Крокфорд) (англ. Beryl Edwina Mitchell (-Crockford); 26 июня 1950, Лондон, Великобритания — 11 сентября 2016, Сидней, Австралия) — британская гребчиха, победительница чемпионата мира по академической гребле в Хазевинкеле (1985).

## Карьера
С 1975 по 1986 г. выступала за сборную Великобритании. Выступала на трех летних Олимпиадах (1976, 1980 и 1984) сначала в двойке, затем — в одиночке, где добилась лучших результатов: в Москве заняла пятое место, а через четыре года в Лос-Анджелесе стала шестой.
Ее серебряная медаль в одиночном заезде среди женщин на чемпионате мира в Мюнхене (1981) стала первой медалью, завоеванной британкой на мировых первенствах по академической гребле, а ее победа с Лин Кларк в соревнованиях в легком весе среди женщин на чемпионате мира в бельгийском Хазевинкеле (1985) — первым золотом для британской женской команды на любых чемпионатах. Также побеждала в регате Princess Royal Challenge Cup (1982).
Первоначально обучилась в качестве преподавателя танцев в Челси-колледже физического воспитания в Истборне, затем продолжила получение образования в качестве тренера. Работала учителем физкультуры из Стритхэме. В 1990 г. она была назначена председателем учебного комитета Любительской ассоциации гребли. Стала первой женщиной, ставшей членом престижного гребного клуба — Leander Club (1997). В 1990-х — тренер в Lady Eleanor Holles School, ведущей британской частной школы для девочек. В 2000-х гг. переехала в Австралию, где тренировала команду Гребного клуба «Драммойн» в австралийском Сиднее. В течение нескольких лет являлась главным тренером по гребле в Сиднейской средней школе для мальчиков.
Трагически погибла от последствий несчастного случая, когда она врезалась в заднюю часть припаркованной машины, принимая участие в 50-километровом велопробеге в Олимпийском парке Сиднея.